# 砂川しげひさ
砂川 しげひさ（すながわ しげひさ、1941年10月11日 - 2019年3月6日）は、日本の漫画家、エッセイスト。本名：砂川 惠永（すながわ しげひさ）。

## 略歴・活動
沖縄県那覇市に生まれたが、一家が戦火を避けて1944年に宮崎県に疎開し、翌年に兵庫県尼崎市に移ったため、そこで育つ。尼崎市立小田南中学校を経て、兵庫県立尼崎高等学校卒業。中学生時代から高校生時代にかけ、毎日新聞阪神版や毎日中学生新聞の投稿コーナーの常連となったほか、寺田ヒロオが選者をつとめていた『漫画少年』『野球少年』の常連投稿者になり、やがて個人的な親交を結んだ。高校時代は、美術部へ入部しつつ通信教育を受講し、デッサンの基礎を学んだ。
卒業後、塗料会社、農機具業界紙の編集プロダクションを経て、新大阪新聞の成人向け記事のイラスト・題字カット制作に従事。腕前が認められ、『すたみなコイさん』で連載漫画デビュー。そのかたわら、大阪・桜橋の画塾「クロッキー研究所」へ通い、改めて絵を勉強し直した。
新聞社の紹介で面会した大阪在住の児童漫画家・中村治之が東京で活動することをすすめ、砂川は1964年5月に上京し、持ち込み活動を開始。同じように下積みをつづけていた同年代の秋竜山、谷岡ヤスジと知り合い、親交を結んだ。砂川は中村の仲介によって知己を得ていたサトウサンペイに漫画サンデー編集長・峯島正行の紹介を受け、1969年、同誌で『寄らば斬るド』の連載を開始。時代劇のパロディ漫画を得意とし、デビュー当初は時代小説を多く載せていた中間小説各誌で連載を抱える売れっ子となるが、1974年に僧帽弁狭窄症を患い、半年間休業。
漫画だけでなく、絵本を多く執筆したほか、『週刊朝日』で造詣が深いクラシック音楽に関するイラストつきエッセイの連載を長年続けた。エッセイは順次書籍化され、のべ十数冊に達し、業界外部の筆者としては群を抜いた。
2019年3月6日、うっ血性心不全のため埼玉県所沢市内の病院で死去。77歳没。

### 受賞歴
- 1971年 第17回文藝春秋漫画賞（『寄らば斬るド』『ジュウベー』『テンプラウエスタン』）[4][5]
- 2007年 第36回日本漫画家協会賞 大賞（『タマちゃんとチビ丸』）[1][7]

## 画風
- 「細い針金を折り曲げたような」「よれよれによれる線」「極端にデフォルメされた稚拙に見える（絵柄）」[5]で人目を引いた。このスタイルは10代から鍛えたデッサン力と、時代劇映画への深い造詣[5]に裏打ちされたもので、構成・視点・濃淡のバランスなどが徹底的に計算しつくされたものだった。
- コマの枠線はフリーハンドで描かれ、不揃いに配置された[8]。峯島正行はこのコマ配置によって「読者の予想を超えた自在な急転回〔ママ〕がコマ運びの中で起きる」と評した[5]。

## 作品

### 連載
- 寄らば斬るド（週刊漫画サンデー 1969年 - 1973年、週刊読売 1975年 - 1976年）
  - 寄らば斬るド（実業之日本社ホリデー・コミックス 1970）
- テンプラウエスタン（週刊読売 1969年 - 1973年）
  - テンプラウエスタン（読売新聞社 1972）
- メッカチ右膳（アサヒ芸能 1969年 - 1970年）
- ジュウベー（オール讀物 1971年 - 1974年）
- ボブ氏 → いじわるGさん（週刊言論 1971 - 1972年）
- ニッポン剣豪列伝（別冊小説現代 1972年 - 1974年）
- テンプラ・ギャング（週刊読売 1973年）
- 新選組がゆく（別冊小説現代 1973年）
- シロクロ忍者（週刊読売 1974年 - 1975年）
- プラリ君（旅の手帖 1974年 - 1975年）
- イッパツ名人（週刊ゴルフダイジェスト 1977年 - 1984年）
- しのび姫（小説新潮 1978年 - 1993年）
- おんな武蔵（小説現代 1980年 - 1994年）
- ザ・御用だア（週刊読売 1984年）
- ドッキリメンタリー・レポート（小説春秋 1984年 - 1986年）
- つらつりつるつるつれ釣ったア（月刊つりマガジン 1984年 - 1986年）
- ナンセンス漫画殺人事件（別冊小説現代 1985年 - 1990年）
- Mr.ボォ → ワガハイ → チビ丸（朝日新聞夕刊 1996年 - 2002年、Web連載 不定期 - 2018年）- 4コマ漫画[1]
  - ワガハイとチビ丸（朝日新聞社 2002）
    - ワガハイとチビ丸 Web版（星の環会 2003）

  - チャンとチビ丸（星の環会 2003）
  - ボスとチビ丸（星の環会 2004）
  - タマちゃんとチビ丸（星の環会 2007）
  - チビ丸の時代（星の環会 2007）
  - ノラの時代（星の環会 2007）
  - ワガハイの時代（星の環会 2007）

### 単行本・エッセイ等
- 砂川しげひさ傑作集 寄らば斬るド（立風書房 1972）
- ホンダラ部落（青林堂 現代漫画家自選シリーズ 1972）
- シロクロ忍者 プラス テンプラ・ギャング（奇想天外文庫 1976）
- スラブの星ドボルザーク（音楽之友社 ジュニア音楽図書館 作曲家シリーズ 1982）
- 名演奏家たちのタックル・ランド（音楽之友社 1984）
- なんたってクラシック ぼくの一方的音楽宣言（光文社カッパ・ブックス 1984 → 朝日文庫 1986）
- クラシックだドン!（共同通信社 1986）
  - がんばれクラシック（改題 朝日文庫 1993）
- コテン音楽帖（朝日新聞社 1986）
  - コテン氏の音楽帖（改題 講談社文庫 1991）
- コテン氏のおもしろ組曲（朝日新聞社 1987）
- ぼくの漫画人生はカプリッチョ（新潮社 1988）
- コテン氏のおもしろオペラ（朝日新聞社 1989）
- なんたってモーツァルト（東京書籍 1989）
- コテン氏のカプリッチョ気分（朝日新聞社 1989）
- コテン氏のラストコンサート（朝日新聞社 1990）
- ぶつぶつの時代（早川書房 1990） - 「砂川恵永」名義
- つべこべいわずにベートーヴェン（東京書籍 1991）
- 鼻ちょうちんのメヌエット（世界文化社 1992）
- のぼりつめたら大バッハ（東京書籍 1993）
- 聴け聴けクラシック ぼくの名曲101選（朝日文庫 1994）
- コテンコテン流クラシック超入門（東京書籍 2000）
- だいじな絵本（星の環会 2006）
  - からだの絵本
  - こころの絵本
  - まいにちの絵本
- ぼくのあかん信心帖（金光新聞編集室編 金光教徒社 2010）